# فاواله
فاواله (به ایتالیایی: Favale) یک منطقهٔ مسکونی در ایتالیا است که در استان تیرامو واقع شده‌است.